# Distrito de La Pintada
El distrito de La Pintada es una de las divisiones que conforma la provincia de Coclé, situado en la República de Panamá.

## Etimología
La tradición local dice que el pueblo de la Inmaculada a principios de siglo se recogía entre montañas y grandes llanuras verdes. Sobre el pequeño pueblo pasa el Río Coclé del Sur y que muchos campesinos y lugareños de comunidades vecinas bajaban al pueblo a realizar sus compras en una pequeña tienda que tenía la singularidad de ser la única casa pintada. Con el correr del tiempo los lugareños al referirse al pueblo de la Inmaculada decían vamos a la casa pintada, a La Pintada. Esta pequeña tienda era propiedad de la familia Apolayo y registros de esta historia reposan en los archivos de la casa de la municipalidad del Distrito de La Pintada.
Actualmente, este es el nombre que lleva el Distrito y que se divide en siete corregimientos: La Pintada, Llano Grande, Piedras Gordas, El Harino, El Potrero, Las Lomas y Llano Norte.

## División político-administrativa
Administrativa consta de una Alcaldía y a su vez costa de 7 corregimientos. su sede administrativa esta en el corregimiento de la Pintada cabecera, donde se concentra todo el orden administrativo, con juzgados, tesorería, entre otras entidades.
Está conformado por siete corregimientos:
- La Pintada
- El Harino
- El Potrero
- Llano Grande
- Piedras Gordas
- Las Lomas
- Llano Norte

## Geografía
El 60% del distrito es área montañosa, donde llueve la mayor parte del año y tiene un clima templado húmedo. Dentro del Corregimiento del Harino se encuentra el parque nacional General de División Omar Torrijos Herrera, específicamente en la comunidad de Barrigon. a 23 kilómetros de la Carretera Panamericana y a una hora en auto desde la ciudad de Penonomé.

## Economía
La economía de la Pintada está basada en la producción del sombrero pintao. También produce tabaco, La población se dedica a la agricultura de subsistencia, a la vez que el turismo. Está tomando fuerza principalmente el turismo ecológico, como el que ofrece eco aventuras.

Es uno de los distritos más pobres de la República de Panamá. 
por cinco años se estuvo produciendo y exportando oro, desde la mina ubicada en petaquilla pero la compañía se declaró en quiebra y abandonó la mina. se desconoce el estado de las lagunas de oxidación donde se depositaba El Cianuro utilizado para limpiar y separar el mineral Áureo de la escoria.

## Cultura
La Pintada, culturalmente es un Distrito muy rico y variado, posee una de las tradiciones sociales y religiosas con más de 250 años de trayectoria, herencia de nuestro periodo Colonial, llamada El Topón, la cual encierra el peregrinaje de dos imágenes religiosas, La Virgen María llamada La Pascualita, y el niño Dios.

envuelta esta tradición, en la antigua mayordomía de recorrer de campo en campo por dos rutas distintas estas imágenes, para luego toparse o encontrarse en La plaza de El Topón la noche del 25 de diciembre con cientos de campesinos de las montañas.
La Pintada, cuna del Sombrero pinta'o Nacional, también cuenta con su tambor de orden norteño, además de los lujosos Carnavales y Carnavalitos Pintadeños, que han tomado valor por su obra artesanal tanto en el vestuario como la lucidez de sus reinas.

## El Cerro Orarí
Ubicado en el Corregimiento de La Pintada, provincia de Coclé.  Elevación natural que se logra divisar a lo lejos, por un gran pico con una elevación de 560 metros sobre el nivel del mar. Este atractivo turístico es muy reconocido por los pintadeños, ya que representa la cultura e historia de sus antepasados.
Este cerro puede convertirse en una zona de lugar turístico en donde se puede practicar el senderismo. 

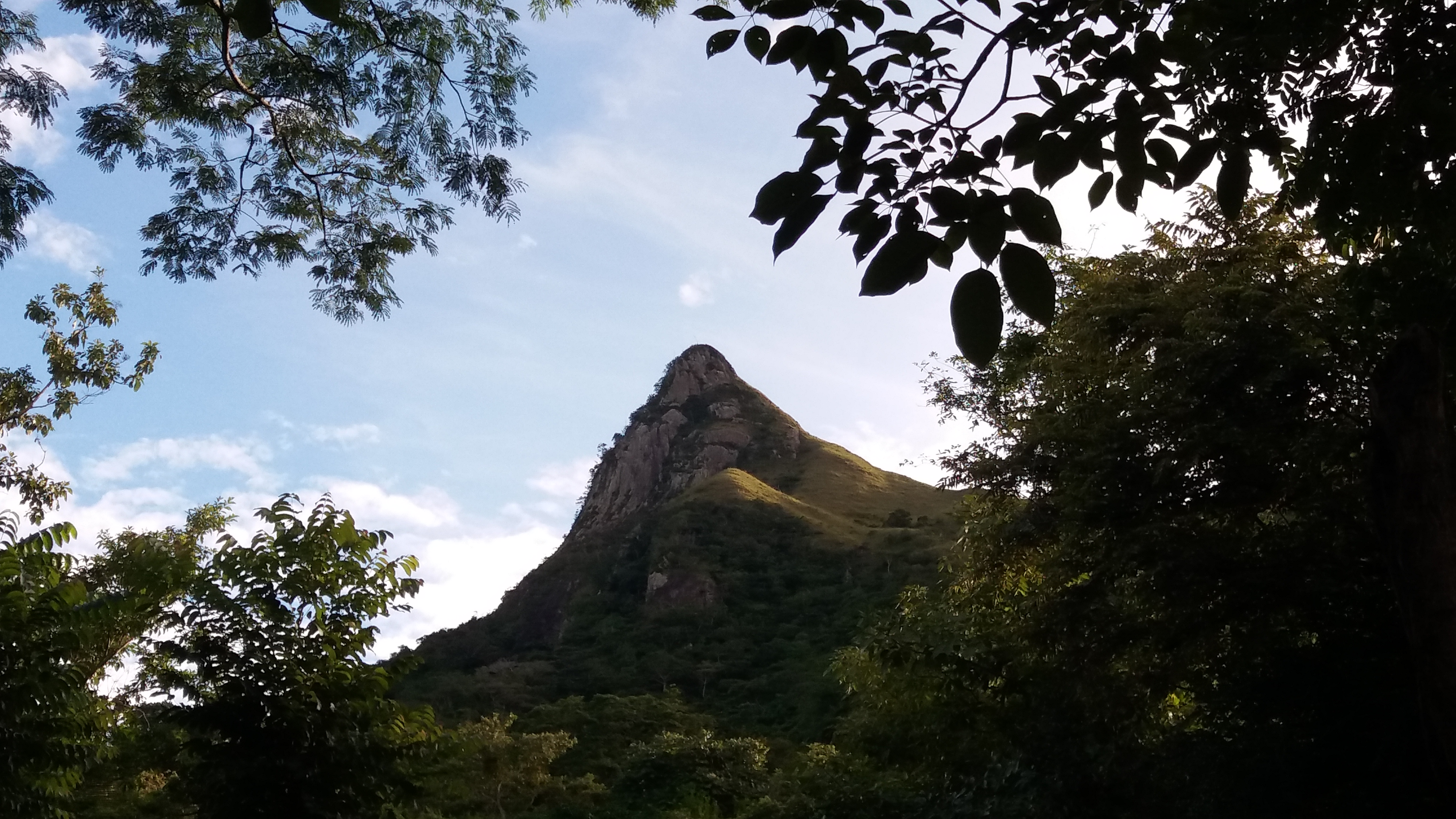
Con una altura de 560 s.n.m.

¡Un sitio nuevo por explorar y descubrir!                                                                                                         
Historia
Cuenta los residentes de la comunidad Orari y El Baco, que el nombre “Orari” tienes tres versiones de su origen.
La primera, es que al inicio de la población una habitante llamada María de la O residía en las faldas del cerro, pero la señora era apodada como Mamala’ó. Se dice que anteriormente el cerro era conocido como Mamala’ó. 
La segunda versión se cuenta que unos sacerdotes decían vamos a orar ahí “Orarí” donde se dirigía a la cima. 

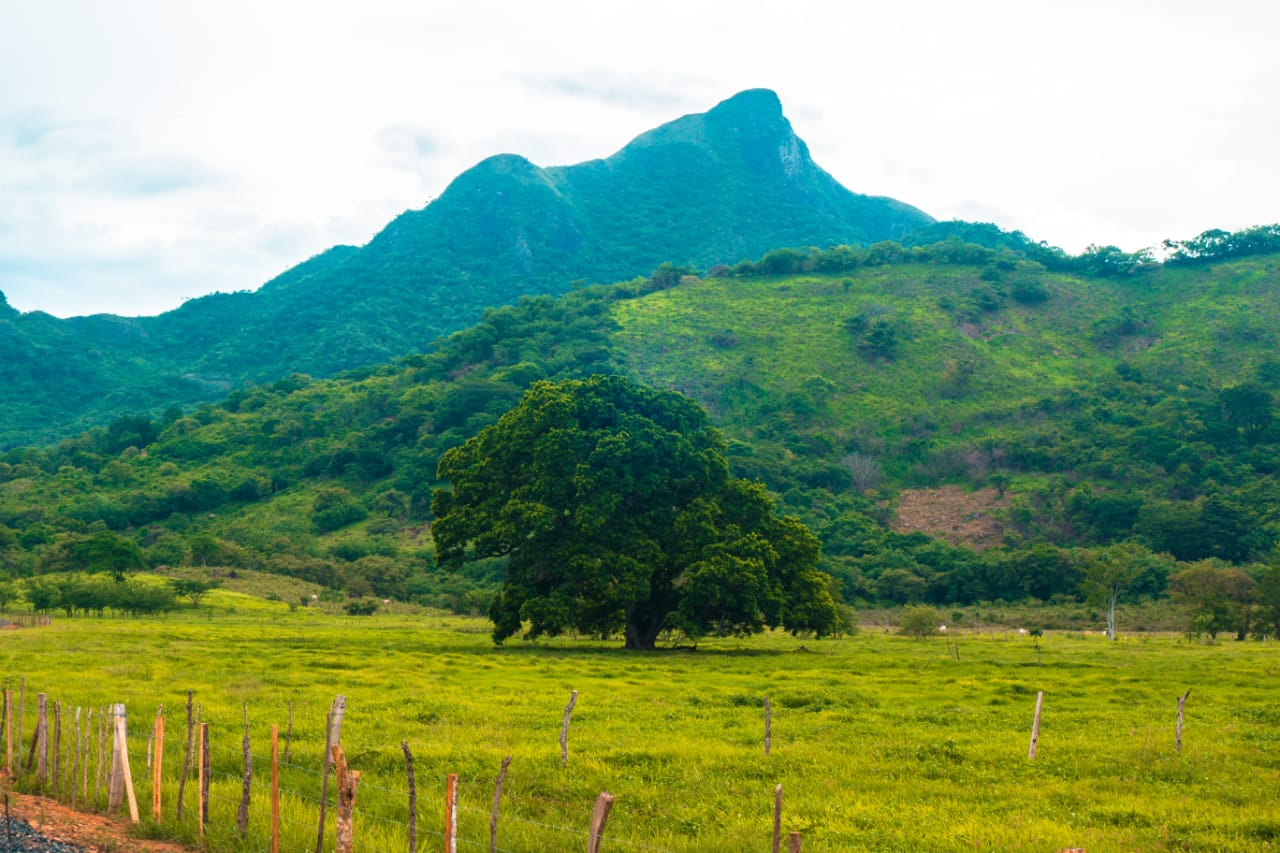

La tercera versión cuenta que un cacique vivía en la ladera del cerro, donde hoy en día se encuentra talladas ciertos dibujos.
Se dice que tiempos muy antiguos el cerro se ardía por sí solo, manifestaban que era causada por el azufre y que ahora en la actualidad en verano se logra encender. 
También se han ido explorar sus guacas por los moradores e incluso por algunos extranjeros. Y explican que tiene precipicios muy profundos, oscuras y peligrosa por lo tanto se debe llevar equipos especiales para recurrir a ella ya que estas tienen abismo que pueden causar la muerte.

## Flora
La flora del distrito está compuesta por árboles nativos como: almendro, maría, cedro, espavé, níspero, coca, caucho, poncho, barrigón, bateo, criollo, guayacanes, caobo nacional, pino de la montaña, laurel, mamey. Carbonero, cedro amargo, panamá, algarrobo, matillo, uvero, madroño, teca, caobo, africano.
También podemos destacar, la bellota es una planta herbácea que se utiliza como material primario para la confección del sombrero pintado. Es una planta que crece en las montañas, se debe cosechar en luna llena ya que dicen nuestros abuelos que de lo contrario si se hace en otro tiempo la planta se seca y no da más bellota. 
La bellota se corta y se cocina, de ahí se saca y se pone al sol, luego con una aguja se saca el grosor de la hebra (esto dependiendo del grueso que usted quiera).
Luego de ya tener el cogollo se pone al sol y al sereno sucesivamente para así lograr el color blanco que ustedes ven en los sombreros confeccionados.
También existe gran variedad de rastrojo que cubre parte del territorio. En cuanto a árboles frutales podemos mencionar naranjo, mango, guanábana, papayo, aguacate, madroño, mamón, marañón curazao, mandarina, gran cantidad de tallos de plátanos.

## Fauna
La fauna en el distrito de La Pintada está constituida por gran variedad de animales silvestres, domésticos y aves, entre los que podemos mencionar como silvestre: el ñeque, zaino, gato solo. Manigordo, tigrillo, venado, ardilla, chivo, conejo. En los rastreros tenemos: culebra venenosa, boa, lagarto, iguanas y en aves.
tenemos: perdices, paisanas, perico, garzas de monte, capisucias, pato cuervo, bimbines, talingos, perico frentirojo.
En el corregimiento de El Harino existe diversidad de especie producto de la espesa salva que rodea el área de las montañas allí se observa zorrillos, armadillos, borregueros, zorras, venados, monos, ardillas y diferentes especies de reptiles.

## Clima
En el área del distrito de La Pintada encontramos las siguientes ecorregiones terrestres: - Bosques húmedos del lado Atlántico de América.
- Bosques húmedos de Talamanca. 
- Bosques húmedos del lado Pacífico del Istmo de Panamá. 
- Bosques secos de Panamá.